# Hey You (canção de Madonna)
"Hey You" é uma canção de caridade escrita e gravada pela cantora estadunidense Madonna. Ela co-produziu a música com Pharrell Williams para a campanha Live Earth. Foi lançado digitalmente em 24 de maio de 2007 e estave disponível no CD e DVD dos concertos do Live Earth em 4 de dezembro de 2007. Musicalmente é uma balada despojada e folclórica, com letras diretas e semelhantes a hinos, falando sobre como salvar o mundo da destruição. A música recebeu análises geralmente mistas, com um grupo de revisores comentando que a mensagem modesta da música era pouco inspiradora, enquanto outros a chamavam de doce e elogiavam o compromisso de Madonna com a caridade.
"Hey You" foi lançado inicialmente como um download gratuito por um período de sete dias antes de ser disponibilizado como um single digital regular. Depois de lançado como um single digital regular, entrou nos alcances mais baixos das tabelas de vendas de alguns países, incluindo Reino Unido, Canadá, Suécia e Suíça. Madonna tocou a música apenas uma vez no concerto Live Earth, em Londres, onde um coral de crianças em idade escolar juntou-se a ela como vocal de apoio enquanto os cenários exibiam imagens relevantes para a mensagem da música, como devastações naturais, diferentes culturas e políticas.

## Desenvolvimento
"Hey You" foi escrito por Madonna, que também co-produziu junto com Pharrell Williams em homenagem ao concerto Live Earth de 2007 em Londres. Foi inspirado pela campanha de mudança climática. Foi o primeiro material lançado por Madonna a ser escrito inteiramente por ela mesma desde "Gambler" (1985). Live Earth foi um evento musical que reuniu mais de cem artistas em uma série de shows, dois bilhões de pessoas e lançou um movimento de massas para combater a crise climática. Os shows aconteceram em cidades como Nova Iorque, Londres, Sydney, Tóquio, Xangai, Rio de Janeiro etc. Marcou o início de uma campanha de vários anos liderada pela The Alliance for Climate Protection para levar indivíduos, empresas e governos a agir. A música foi disponibilizada para download nos formatos MP3 e WMA no site Live Earth do MSN. A Microsoft comprometeu-se a doar US $ 0,25 por download para a sociedade "Alliance for Global Climate Change" para o primeiro milhão de downloads da faixa. O fundador do Live Earth , Kevin Wall, disse em um comunicado: "Estamos emocionados que Madonna doou sua arte para o Live Earth e faz parte desse movimento para nós".

## Composição
"Hey You" é uma balada despojada, direta e de ritmo intermediário, com influências de folk e apresenta letras como "Ei, você / Não desista / Não é tão ruim / Ainda há uma chance para nós". A letra transmite a mensagem de que purificar sua própria alma pode abrir o caminho, pelo qual alguém pode mudar a mente dos outros. De acordo com o The New York Times, as letras têm um significado direto, semelhante a um hino, com linhas como "Você pode mudar outra pessoa / Então você salvou outra pessoa / Mas você deve primeiro amar a si mesmo". Daryl Davis, do Blogcritics sentiu que "Hey You" é sobre tornar o mundo um lugar melhor. A música começa com o som de violões, levando a um refrão instrumental, que, segundo Davis, é "simples e tocante".

## Recepção crítica
Sarah Hall da E! Online chamou a música de improvável inspiradora para os ouvintes na pista de dança. Jon Pareles from The New York Times, enquanto revisava o concerto Live Earth em Londres, disse que a música e suas letras como "Não desista / não é tão ruim" não são exatamente eloquentes. Ao revisar o álbum de Madonna, Hard Candy, ele comentou que "Hey You" falhou em ser o equivalente à versão cover de Madonna da música "Imagine" de John Lennon. Ele também observou que "[a] música veio e foi, levantando algumas doações corporativas". Alessandra Stanley, do The New York Times, comentou que a música tinha uma mensagem modesta com frases como "Não desista / não é tão ruim / ainda há uma chance para nós".
Michael Hirschorn, do The Atlantic Monthly, disse que a música era a prova de que o coração de Madonna estava no lugar certo. As respostas dos sites de fãs de Madonna também foram mistas com alguns fãs que consideravam a mensagem da música como excessivamente sentimental e a letra como fraca, enquanto outros defendiam a música como "doce" e "não tão ruim", enquanto elogiavam o compromisso da cantora com a caridade. Daryl D, do Blogcritics, sentiu que "mesmo que a letra seja um pouco clichê, Madonna apresenta sua melhor performance vocal desde o Evita e acrescenta sensação quando as letras vacilam .... A produção deste álbum é excelente. Isso também prova que Madonna traz mais à mesa em seus próprios discos do que seus críticos lhe dão crédito, porque isso não soa absolutamente como uma música que Pharrell Williams produziria. Os violões no começo levam a um coro instrumental que é simples e tocante".

## Performance ao vivo

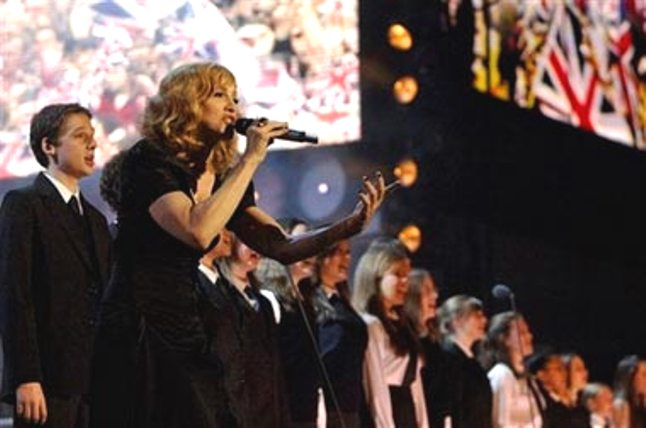
Madonna performando "Hey You" em um show. Ela está cercada por um coral de crianças em uniforme escolar.

Em 17 de maio de 2007, a Warner Bros. Records anunciou Madonna como um dos dezessete artistas principais que se apresentaram no Estádio de Wembley na parada de Londres dos shows do Live Earth. Ainda é o único local onde Madonna tocou a música. O set list de Madonna foi a última apresentação da perna de Londres antes do show se mudar para Nova Iorque. "Hey You" foi o primeiro do set list que consistiu em um total de quatro músicas. Também foi usada como a ponte entre as bandas que se apresentaram em Wembley. A performance começou com o apagamento simbólico das luzes do estádio, que a mergulharam na escuridão, exceto pelas luzes do palco e pelas câmeras. O ator Terence Stamp, que estragou o programa, declarou: "Não vamos nos assustar com isso, vamos nos animar com isso. Que seja o começo de uma aventura!". Madonna apareceu no palco vestindo uma malha preta de cetim acompanhada por uma longa fila de crianças em uniforme escolar. As crianças foram comparadas ao coral da escola de Hogwarts da série  Harry Potter pelo The New York Times.
Madonna começou a cantar a música enquanto segurava o amplificador na mão. O pano de fundo imitou a mensagem da música, exibindo uma procissão de imagens de devastações ambientais, como incêndios, usinas nucleares, animais sofrendo — que foram alteradas com imagens de líderes visionários como Nelson Mandela, Aung San Suu Kyi, Mahatma Gandhi e atuais líderes políticos como George W. Bush, Gordon Brown and Nicolas Sarkozy. O vídeo progrediu para exibir a imagem de crianças africanas mal vestidas, mas ainda assim festiva, jogando um globo no ar, onde ele se transformou em uma imagem da Terra como vista do espaço. A ideia do vídeo era transpor as imagens dos líderes mundiais com desastres naturais. As letras da música também foram projetadas como supertítulos. Os vocais de apoio foram fornecidos pelas crianças. A apresentação terminou com Madonna e as crianças chegando na frente do palco e saudando a multidão.

## Desempenho comercial
"Hey You" foi promovido através do site oficial do Live Earth e do concerto de 7 de julho de 2007 em Londres. Não foi lançado nenhum single físico. No entanto, conseguiu entrar nas tabelas em países como Canadá, Suécia e Suíça em sua segunda semana de lançamento, com base apenas em downloads pagos. No Canadá, a música entrou por uma semana na parada Canadian Hot 100 na posição cinquenta e sete e esteve presente por apenas uma semana. Na Suíça, entrou na tabela no número 60, mas caiu para o número 91 na semana seguinte. A música começou a subir novamente e finalmente atingiu o pico do número 55 na edição de 2 de setembro de 2007. "Hey You" esteve presente na parada por um total de sete semanas. Ele estreou na tabela sueca Sverigetopplistan no número 58 e atingiu o pico de 57, estando presente na tabela por três semanas. A música também conseguiu figurar nas posições mais baixas do UK Singles Chart, no número 187, com base em downloads. Na República Tcheca, alcançou o top  e dez chegou ao número nove nas tabelas de airplay. "Hey You" também entrou nas tabelas digitais da Itália, atingindo o pico do número 36 em sua quarta semana. Nos Estados Unidos, a música vendeu 3,000 downloads digitais depois de comprada apenas na iTunes Store. A música não estava qualificada para a Hot Digital Songs, pois os downloads gratuitos não são aplicáveis na tabela pela Billboard e Nielsen SoundScan.

### Tabelas semanais
| Tabela musical (2007)                  | Melhor posição |
| -------------------------------------- | -------------- |
| Canadá (Canadian Hot 100)              | 57             |
| Itália (FIMI)                          | 36             |
| Reino Unido (UK Singles Chart)         | 187            |
| República Checa (IFPI Česká Republika) | 9              |
| Suécia (Sverigetopplistan)             | 157            |
| Suíça (Schweizer Hitparade)            | 55             |